# جيروذ متغير
جيروذ متغير (الاسم العلمي:Neotoma varia) هي نوع من الحيوانات تتبع جنس الجيروذ من فصيلة الفأرية     .	